# 629-й отдельный разведывательный артиллерийский дивизион
629-й отдельный разведывательный артиллерийский дивизион Резерва Главного Командования — воинское формирование Вооружённых Сил СССР, принимавшее участие в Великой Отечественной войне.
Сокращённое наименование — 629-й орадн РГК.

## История
Сформирован в г. Саранск в марте 1943г. В действующей армии с 24.07.1943 по 24.05.1944.
В ходе Великой Отечественной войны вёл артиллерийскую разведку в интересах артиллерийских частей 21-й адп ,   артиллерии соединений и  объединений Калининского и 1-го Прибалтийского  фронтов.
24 мая 1944 года в соответствии с приказом НКО СССР от 16 мая 1944 года №0019  629-й орадн обращён на формирование  37-й гв. пабр 43-й  армии 1-го Прибалтийского фронта  . .

## Состав
- Штаб
- Хозяйственная часть
- 1-я батарея звуковой разведки (1-я БЗР)
- 2-я батарея звуковой разведки (2-я БЗР)
- батарея топогеодезической разведки (БТР)
- взвод оптической разведки (ВЗОР)
- фотограмметрический взвод (ФГВ)
- хозяйственный взвод

## Подчинение
| Дата                | Фронт                                | Армия                       | Корпус | Дивизия          | Бригада | Примечания |
| ------------------- | ------------------------------------ | --------------------------- | ------ | ---------------- | ------- | ---------- |
| 2.04.43 -24.07.43г. | Резерв Верховного Главнокомандования | -                           | -      | 21-я адп         | -       | -          |
| 24.07.43 -2.10.43г. | Калининский фронт                    | 39-й армии                  | -      | 21-я адп         | -       | -          |
| 2.10.43 -20.10.43г  | Калининский фронт                    | 4-я уд. армия               | -      | 21-я адп         | -       | -          |
| 20.10.43-1.01.44г.  | 1-й Прибалтийский фронт              | 11-я гв. армия              | -      | 21-я адп         | -       | -          |
| 1.01.44-24.05.44г.  | 1-й Прибалтийский фронт              | 4-я уд. армия 6-я гв. армия | -      | 21-я адп 8-я пад | -       | -          |

## Командование дивизиона
Командир дивизиона
- майор Николаев Анатолий Васильевич

Начальник штаба дивизиона
- ст. лейтенант, капитан Булгаков Игорь Николаевич

Заместитель командира дивизиона по политической части
- майор Поздняков Петр Харитонович

Помощник начальника штаба дивизиона
- ст. лейтенант Дочкин

Помощник командира дивизиона по снабжению

## Командиры подразделений дивизиона
Командир 1-й БЗР
- гв. ст. лейтенант Пономаренко Михаил Данилович

Командир 2-й БЗР
- ст. лейтенант Каменев Иван Михайлович

Командир БТР
- ст. лейтенант Лобанов Даниил Иосифович

Командир ВЗОР
Командир ФГВ
- гв. ст. лейтенант Матусевич Лев Владимирович